# 貝瑞塔682雙管霰彈槍
貝瑞塔682（英語：Beretta 682，也稱為S682，682 Gold，目前是682 Gold E）是一款由意大利貝瑞塔（Beretta）設計和製造的上下式雙管霰彈槍，可發射多種長度和鉛徑的散彈，包括23⁄4英吋、3英吋或31⁄2英吋12號、20號、28號和.410 bore。

## 概況
貝瑞塔682是一款適合用於運動競賽的上下式雙管散彈槍。這些武器一律由意大利貝瑞塔（Fabbrica d'Armi Pietro Beretta）公司生產、銷售和分發。
682型是貝瑞塔公司為了打入各等級的飛碟型運動、陷阱和雙向飛碟射擊市場而生產。
該槍在英國是由GMK有限公司作代理銷售，而在美國則由貝瑞塔美國作代理銷售。

## 流行文化

### 电子游戏
- 2007年—《穿越火线》：命名为“贝雷塔687”，作为双管霰弹枪登场，2發弹药裝填於膛室內。需要以14000GP购买并永久使用。
- 2010年—：於戰役模式、聯機模式及殭屍模式中皆有出現，命名為「奧林匹克」（Olympia），初始攜彈量為18發（戰役模式），最高攜彈量為50發（戰役模式）、40發（聯機模式）和38發（殭屍模式）。戰役模式中由苏联军隊和越南南方民族解放陣線所使用，奇怪地会在1960年代出現；聯機模式時於等級1解鎖，沒有任何可以使用的改裝；殭屍模式時有一款衍生型稱作「冥王哈迪斯」（Hades），最高攜彈量為60發，並可以使用燃燒彈藥。
- 2012年—：只在戰役模式和殭屍模式中出現，命名為「奧林匹克」（Olympia），初始攜彈量為78發（故事模式），最高攜彈量為160發（戰役模式）；殭屍模式時有一款衍生型稱作「冥王哈迪斯」（Hades）。
- 2015年—《III》：於2017年8月15日添加到遊戲內，命名為“奥林匹克”。
- 2017年—《硝云弹雨》：为削短型，作为冲锋队职业初始武器之姿出现，命名为“碎骨者”。

## 資料來源
1. ↑  .   [2009-08-09]. （原始内容存档于2007-09-18）.
2. ↑  .   [2009-08-09]. （原始内容存档于2008-08-30）.

## 外部連結
- （英文）—貝瑞塔官方網站—682 Gold E Trap
- （英文）—貝瑞塔官方網站—682 Gold E Sporting